# Monasterio de Kilmacduagh

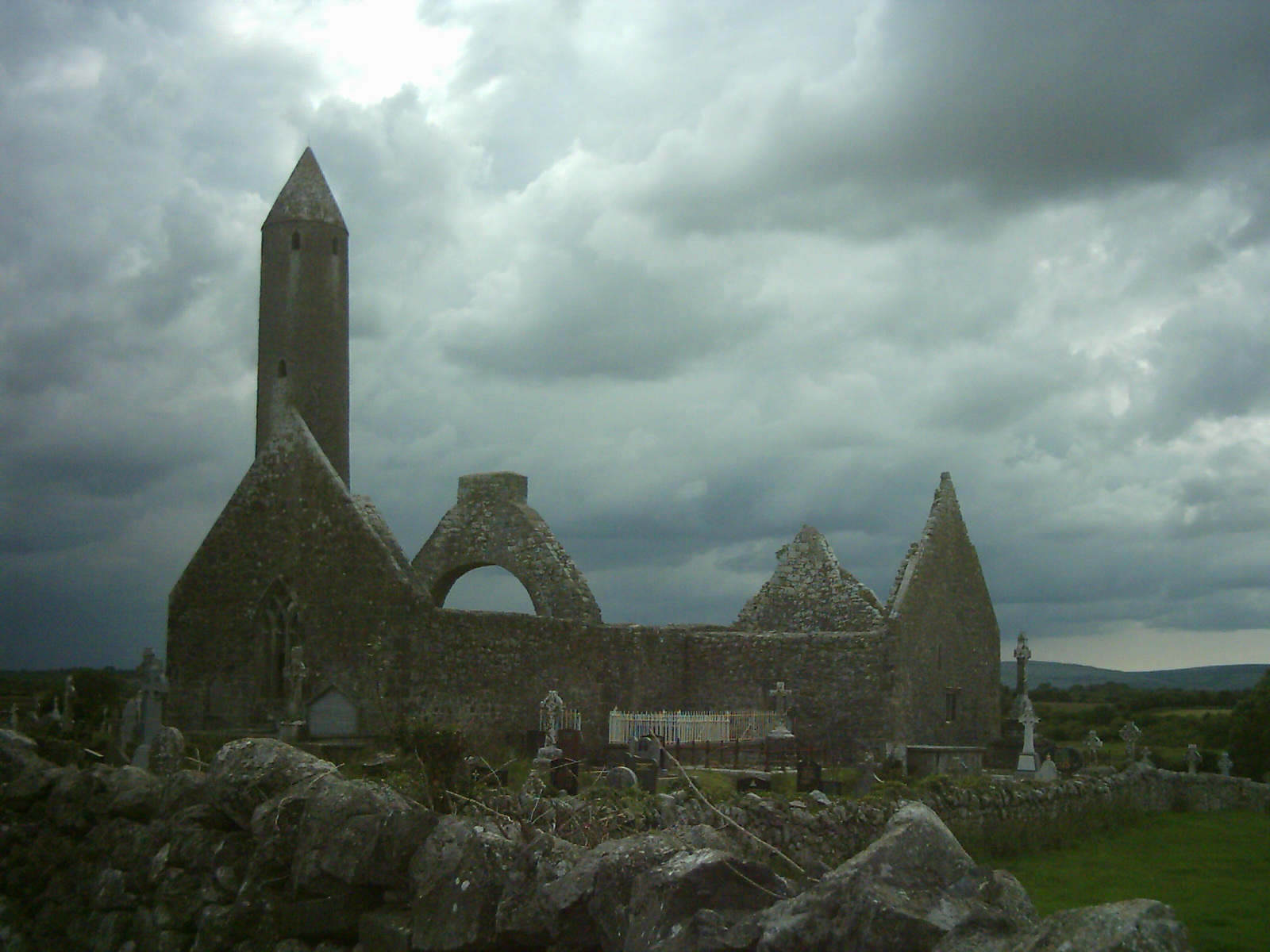
Catedral de Kilmacduagh, con la torre redonda irlandesa detrás.

Kilmacduagh es un complejo monástico situado en las afueras de Gort, condado de Galway en Irlanda.
Se cree que el complejo monástico fue fundado por San Colman McDuagh en el siglo VII, si bien la estructura actual ha sufrido diferentes reformas a largo del tiempo.
El elemento arquitectónico más importante es la torre irlandesa, una de las más altas de Irlanda, de finales del siglo XI que se encuentra inclinada. Situada al lado de la torre se encuentra la catedral de Teampall que se encuentra en ruinas. Completa el conjunto el cementerio.